# Connaught Square
Connaught Square è una piazza della Città di Westminster, un borgo di Londra. È stata la prima piazza abitata costruita a Bayswater.
Il suo nome deriva da un'abitazione del Duca di Gloucester, che era anche Conte di Connaught, nelle vicinanze.

## Posizione e caratteristiche
Connaught Square è situata a nord di Hyde Park e a ovest di Edgware Road e di Oxford Street; è a 300 m dal Marble Arch.

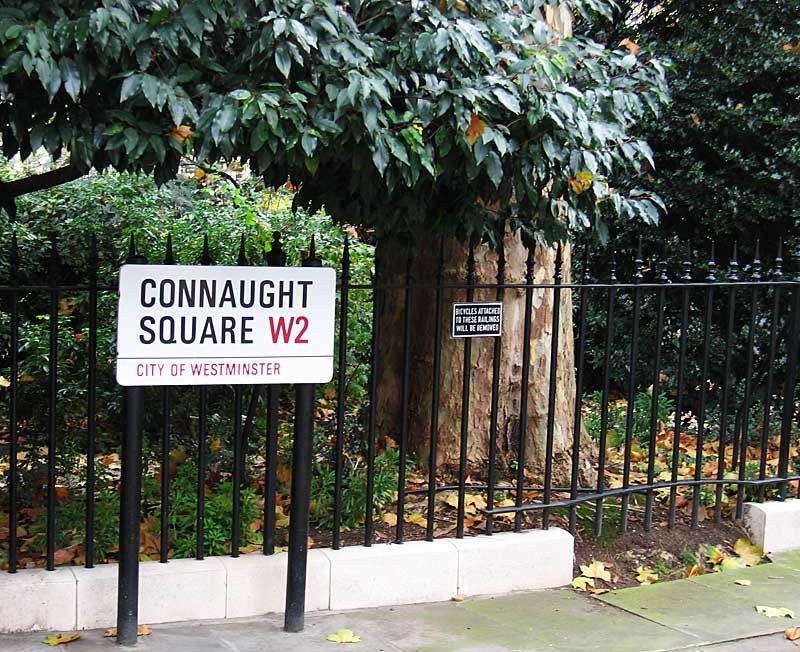
Segnale a Connaught Square

L'architettura della piazza è prevalentemente georgiana. La piazza è stata riprogettata all'inizio del XVIII secolo; i primi 45 edifici che la delimitano sono stati costruiti con mattoni rossi e progettati Thomas Allason come parte della tenuta di Hyde Park.
I proprietari delle abitazioni adiacenti provvedono alla cura del giardino e contribuiscono al suo mantenimento, in cambio dispongono delle chiavi per l'accesso al giardino, dove ogni anno organizzano una festa estiva esclusiva.

## Riferimento storico
Secondo una pubblicazione del 1850, in corrispondenza dell'attuale No. 49, fino alla fine del XVIII secolo venivano eretti i patiboli di Tyburn.

## Nelle vicinanze

### Luoghi
- Paddington
- Notting Hill
- St John's Wood
- Knightsbridge
- Westminster

### Stazioni della metropolitana
- Marble Arch
- Edgware Road (Bakerloo Line)
- Edgware Road (Circle, District and Hammersmith & City Lines)

## Galleria d'immagini

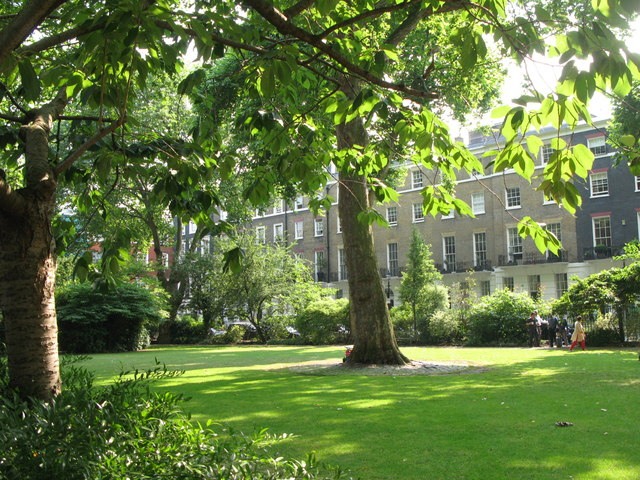
Connaught Square vista dagli omonimi giardini.
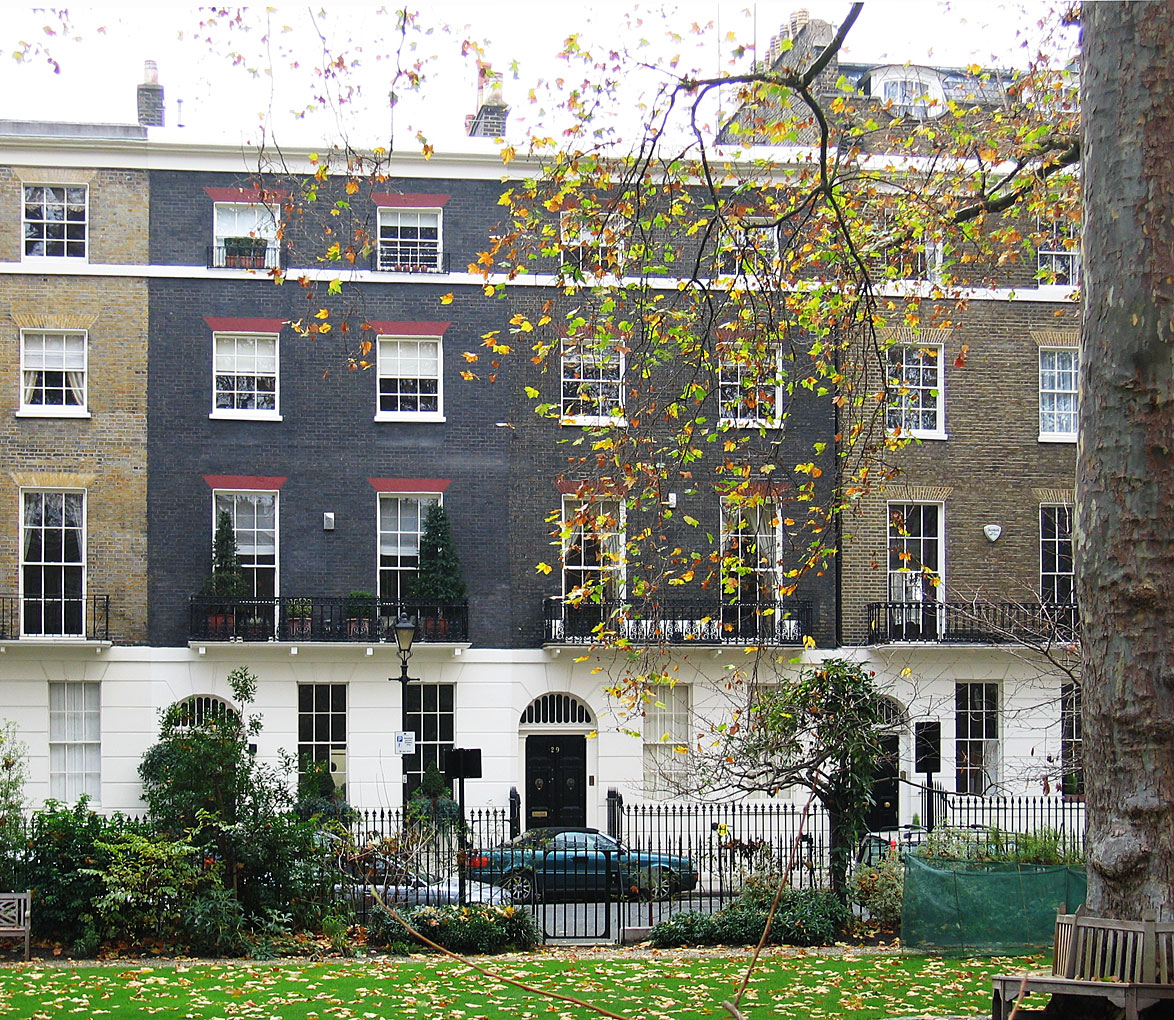
Altra foto della piazza.
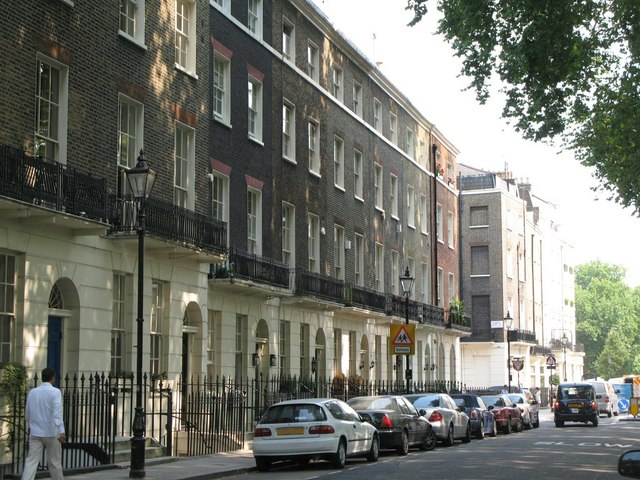
Il lato orientale della piazza.